# Paddy Fahey
Pour les articles homonymes, voir Fahey.
Paddy Fahey (alias Paddy Fahy), né le 22 août 1916  et mort le 31 mai 2019, est un compositeur et musicien traditionnel irlandais, joueur de fiddle.

## Biographie
Paddy Fahey vient au monde à Kilconnell, comté de Galway, en 1916. Son père, Jack Fahey est également un fiddler, qui joue avec The Aughrim Slopes Céilí Band, vainqueur en 1953 du championnat All-Ireland Fleadh. Paddy Fahey commence l'apprentissage du violon à l'âge de cinq ans, et rejoint bientôt The Aughrim Slopes Céilí Band. Il apprend également à lire la musique.
Sa musique a été enregistrée par de nombreux musiciens traditionnels irlandais de renom tels que Martin Hayes, Planxty, John Carty et Kevin Burke.
Lui-même n'a jamais fait d'enregistrement, ni publié de recueil de musique contenant ses compositions. Il mène une vie de fermier dans le comté de Galway. Il a été un ami très proche de l'accordéoniste Paddy O'Brien (Pádraig Ó Briain) qui remporta en 1953 le titre All-Ireland Fleadh.
En 2001, Paddy Fahey est honoré du titre de compositeur de l'année par TG4, télévision en langue irlandaise, lors de la cérémonie annuelle dénommée Gradam Ceoil TG4.